# Areca ahmadii
Areca ahmadii är en enhjärtbladig växtart som beskrevs av John Dransfield. Areca ahmadii ingår i släktet Areca och familjen Arecaceae. Inga underarter finns listade i Catalogue of Life.